# Joan Coll Crespí
Joan Coll Crespí (Palma de Mallorca, 1798 - ¿?) militar, juez y político mallorquín perteneciente a una ilustre familia de ciudadanos militares y juristas. Obtuvo la licenciatura en Leyes y el doctorado en ambos derechos en la Universidad Literaria de Mallorca, desempeñando la carrera judicial, al igual que su padre y sus hermanos Lorenzo y Antonio. De claras convicciones liberales encabezó, como capitán de caballería de las milicias nacionales, una de las dos columnas enviadas desde Palma para sofocar el levantamiento absolutista de la villa de Campos de 1822. Sufrió por ello prisión en el Castillo de Bellver durante el decenio absolutista (1823) juntamente con otros señalados liberales. Tras el advenimiento definitivo del régimen liberal desempeñó las funciones de magistrado de juez de Ciudadela, Manacor, Reus y de magistrado de la Audiencia Provincial de Valencia y el cargo de Alcalde de Palma de Mallorca (1856).
- Datos: Q9011882